# (10633) Akimasa
(10633) Akimasa és un asteroide del cinturó principal d'asteroides. Va ser-hi descobert el 20 de febrer del 1998 a l'Observatori d'Ondřejov per Petr Pravec. Presenta una òrbita caracteritzada per un semieix major de 2,46 ua, una excentricitat de 0,09 i una inclinació orbital de 7,2° pel que fa a l'eclíptica.